# Mohamed Mahmoud (Fußballspieler)
Mohamed Mahmoud (arabisch محمد محمود, DMG Muḥammad Maḥmūd; * 7. Mai 1998) ist ein ägyptischer Fußballspieler, der als Mittelfeldspieler für den Egyptian-Premier-League-Klub Al Ahly und die ägyptische Nationalmannschaft spielt.

## Karriere
Mahmoud spielte in seiner Jugend für den Wadi Degla SC. Im Juli 2018 unterschrieb er seinen Profivertrag. Nachdem er mehrfach durch sein Talent die Aufmerksamkeit von anderen ägyptischen Verein auf sich zog, wechselte er in der Winterpause der Saison 2019 für 1,5 Millionen Euro zum Al Ahly SC. In seiner ersten Saison kam er auf zwei Einsätze für El Ahly.

## Erfolge

### Al Ahly SC
- Ägyptischer Meister: 2018/19